# あの娘にキスと白百合を
『あの娘にキスと白百合を』（あのこにキスとしらゆりを）は、缶乃による日本の漫画。KADOKAWAのメディアファクトリーが発行する『月刊コミックアライブ』にて2014年1月号から2019年4月号まで連載された。
コミックスは全10巻、ドラマCDも4巻まで発売されている。略称は『あのキス』。

## 概要
中高大一貫の女子校「清蘭学園」(以下、清蘭)を舞台に贈る、少女たちの「恋」と「キス」の物語。毎回必ずキスシーンが入っていることが特徴で、この作品の売りの一つとなっている。
主役の白峰あやか及び黒沢ゆりねや、彼女たちをとりまく学年も性格も様々な少女たちの恋物語が描かれる。 
オムニバス方式が用いられており、大体コミックス一巻（5話）分で一つの話が完結し、次巻からは異なる登場人物が中心となるストーリーが展開される。白峰あやかや黒沢ゆりねなどの主要人物は毎回登場する。
またコミックスでは本編の端役を主人公とした1ページの番外編、「あのキス小劇場」が挿入されており、本編の登場人物に密かに恋心を抱いていたり、友達同士の掛け合いなど内容はそれぞれ異なる。まれにあのキス小劇場で登場したのちに本編で活躍するキャラもいる。
作者の缶乃は高校時代に読んだ『マリア様がみてる』(今野緒雪)に影響を受けており、同じKADOKAWAから出版されている百合漫画である『やがて君になる』の作者、仲谷鳰との対談でもこれについて語っている。

## あらすじ
主人公の白峰あやかは清蘭の中等部から何事も一番で品行方正、成績優秀と慕われていた。
しかし、高等部に進級し突然やってきた天才と評される黒沢ゆりねにその座を奪われてしまう。負けず嫌いなあやかはライバルとして悔しがるが、ゆりねが自分に好意を寄せていることに気づく。
周りの人との葛藤や恋心を知りながら、彼女たちは少しずつ成長していく。

## 登場人物

### ドラマCD登場人物
※声は、ドラマCDで声を充てた声優。
白峰 あやか（しらみね あやか）
声 - 照井春佳
本作の主人公。黒いロングヘアでリボン形の付いたカチューシャを身につけている。視力が悪く、普段はコンタクトレンズを付けているが、寮内では眼鏡をかけている。
天性の負けず嫌いで、基本的に努力を苦にしない努力家。
清蘭には中等部から在籍しており、努力家で成績優秀、人当たりも良い優等生で「清蘭の鑑」と評されてきた。高等部で黒沢ゆりねに成績で負け、それ以降ゆりねをライバル視している。
基本的には世話焼きで、ゆりねと瀬尾瑞希以外の人間には優しく接する。ライバルであるゆりねには強く当たってしまいがちだが、交流が深まる中でお互いを理解していく。
瑞希とは従姉妹同士の関係でともに同室の寮生活をしている。ひとりっこ。
黒沢 ゆりね（くろさわ ゆりね）
声 - 水橋かおり
本作のもう1人の主人公。少し濃いめの金髪で、ショートヘア。喜んでいる時にたまに獣耳が生えることがある。
清蘭には高等部から入学。人より圧倒的に少ない努力であらゆる分野でトップクラスの成績を修める天才肌で、周りからも「天才」と称されている。「天才」ゆえに周りからは距離を置かれがちで、自身も周囲との壁をつくり人付き合いを避けていたが、白峰あやかに好意を持ち始めてからは比較的社交的になり、交友関係を広げている。「普通」に憧れ、「普通」を与えてくれると言った白峰あやかに執着している。
高校から清蘭を選んだ理由は「家が近いから」。
「すみれ」という妹がいる。

瀬尾 瑞希（せのお みずき）
声 - 内山夕実
青みがかった黒のショートヘアで、見た目はボーイッシュである。清蘭の王子様のポジションで憧れる生徒も少なくない。陸上部所属の短距離走選手。
白峰あやかとは従姉妹かつ幼馴染の関係で姉的存在、年齢が一歳上であり同室の寮生活をしている。同学年の二階堂萌とは相思相愛の関係で親交が深く、お互い中等部の陸上部で知り合った。知り合ったころは髪を伸ばしていた。陸上の成績は黒沢ゆりねには及ばないものの部内では有力選手。
外見とは裏腹に気弱な性格で思考はネガティブ、勝手に膨らんだ自身の王子様のイメージに恐れを抱いている。無理をしているあやかを心配している。
二階堂 萌（にかいどう もえ）
声 - 沼倉愛美
ピンク色の髪で、両端をゴムで結んでいる。陸上部所属のマネージャー。
同学年の瀬尾瑞希と相思相愛の関係で、クールな見た目で無表情ではあるが瑞希とは対照的に誰よりもポジティブで情熱家の性格。瑞希が大好き。
興味の対象に対して重要なものからそうでないものまで集める癖がある。
嫌いな食べ物はピーマン。猫が一匹、兄が一人いる。

日下部 千春（くさかべ ちはる）
声 - 福原綾香
黒いショートヘアが左右に分けられており、額が見える髪型になっている。冷静で現実的な性格で、神経質でやや潔癖。風紀委員に所属している。
白峰あやかや上原愛とは同学年で、寮では二歳年上の星野真夜と同室。 愛とは性格が正反対であるがそれなりにうまくやっており、親交も深い。
世話好きで、結構なロマンチスト。
初恋はピアノの先生で、次が星野先輩で年上の女性がタイプ。
一歳年下の秋月伊澄とは、風紀委員での活動をきっかけに交友を深めていくことになる。
上原 愛（うえはら あい）
声 - 大空直美
薄めの茶髪を大きな赤いリボンで結んでいるのが特徴。天真爛漫で楽天的、のんきでちょっとこどもっぽい性格。天文部。
日下部千春とは同学年。二歳年上の星野真夜と仲が良い。人付き合いを控えるゆりねにも積極的に話しかけるなど社交的な性格で、学内に友人は多い。中でも千春は親友と思っている。
可愛い物、とりわけぬいぐるみが好きなようで、先輩にお守りの代わりにプレゼントしたり、どちらが可愛いかジャッジしている。
弟が一人いる。
秋月 伊澄（あきづき いずみ）
声 - 伊藤かな恵
金髪のロングヘア。前髪をまっすぐ切りそろえおかっぱ頭になっている。直情型で単純。自他共に認めるバカだが、性格は良い。
日下部千春より年齢は一歳下。禁止されている自転車通学をしており、風紀委員である千春とは自転車通学の取り締まりをきっかけに交友を深めていくことになる。
派手好きで、過去に制服をミニスカートに改造してこってり怒られて以来、比較的おとなしくなった。
同じ清蘭に通う「歩」という姉がいる。

大城 雪奈（おおしろ ゆきな）
声 - 白石涼子
茶髪のロングヘアを二つの長い三つ編みにしている。園芸部部長。
存続の危機である園芸部のため、黒沢ゆりねを園芸部に強引に勧誘する。
よくも悪くも王様気質で、同学年で副部長の三田十和子との関係は傍から見れば主従であるが、本人的には対等な親友で幼馴染。
十和子とともに作り上げた園芸部のバラ園に執着しており、先輩から受け継いだものを後代に渡していくことだけがバラ園を永遠にする方法だと思っている。
家はけっこうなお金持ち。ひとりっこ。
三田 十和子（みた とわこ）
声 - 中原麻衣
色の薄い金髪のロングヘアで前髪と横髪は切りそろえている。園芸部副部長。同学年の大城雪奈とは幼馴染であり、右腕的存在。雪奈が大好き。
終わってしまったものだけが永遠になり、終わらせた人だけが永遠を手に入れられると思っている。
赤いバラが好き。家は特にお金持ちでもないふつうの家。
三人きょうだいの末っ子。

### ドラマCD未登場人物
星野 真夜（ほしの まや）
色の薄い金髪のショートヘアを三つ編みでサイドからトップを結っている。おっとりしている性格。天文部。
二歳年下で天文部の日下部千春と上原愛とは仲が良く、千春とは寮で同室。千春と最初に出会ったときは髪は肩まで伸ばしていた。
夜遅くまで天体観測しても学校に遅刻しないように寮に入った。星の勉強をするために、理学部のある外部の大学を受験する。
衣食住を蔑ろにしがちでいまいち生活能力に欠ける。

町田 郁（まちだ かおる）
茶髪のロングヘア。引っ込み思案な性格。手芸部。
黒沢ゆりねとは同学年で、中一の秋までは公立の中学に通っており、クラスメイトだった。父親の仕事の都合で清蘭に転入し、高等部から入学してきたゆりねと再会する。ゆりねに憧れていたものの、仲良くなるために行動を起こすことができなかった。
同じドラマを見ていたことがきっかけで仲良くなった鹿間(しかま)もみじと猪上小萩(いのうえ こはぎ)の二人の親友がいる。
手芸が好きな、「普通の女の子」である。

伊東 紗和 (いとう さわ）
茶髪のショートヘアで前髪はヘアピンで留めている。ややデリカシーに欠けているが社交的で面倒見の良い性格。広報委員会に所属している。弓道部。
白峰あやかや黒沢ゆりねとは同学年。飛びぬけて得意なことがあるわけでもなく、友人もそこそこにいる一般的な生徒。
一学年下の広報委員会の後輩である西川いつきに嫌われていると感じており、打ち解けたいと考えている。
妹がひとり、弟がひとりいる。
西河 いつき (にしかわ いつき）
ミルクティーカラーのミディアムヘアを後ろで結っている。左目の泣き黒子が特徴。広報委員会に所属している。
顔もスタイルも愛想も性格も良いと評判。新品の幼児向けアニメの消しゴムを持ち歩くなど意外な面を持つ。
一学年上の広報委員会の先輩である伊東紗和には、高等部での出会いから敵意を持っている。
ひとりっこ。犬を飼っている。

朝倉 亜麻祢 (あさくら あまね)
ピンク色のロングヘアでトップの両端から三つ編みを二つ結っている。温和で誰にでもやさしい性格。図書委員会に所属している。ボランティア部。
秋月伊澄とは同学年。寮では同学年の夕凪仁菜と同室。清蘭での流行に乗じて、伊澄に大切なたったひとりにしか送れない「二本目の」赤いリボンを付けた花を贈る。
「好き」をたくさん持てるタイプの人間で、周りの人間にもたくさんの「好き」を持ってしあわせでいてほしいと願っている。
実家は花屋。犬派。
比留間 諒 (ひるま りょう）
黒髪のポニーテール。クールな見た目。部活や委員会には所属していない。
朝倉亜麻祢とは同学年。クールな見た目と口下手のせいで、周囲から独りが好きだと思われているが、普通に友達が欲しい。
身体面に優れていて運動神経も悪くないのだが、体育会系の世界に馴染めない性格のため帰宅部。
手の怪我をきっかけに亜麻祢との親交を深め、大切なたったひとりにしか送れない「三本目の」赤いリボンを贈られる。
趣味は読書。猫派。SNSで清蘭の猫の画像をアップロードするシンヤさんのファン。
夕凪 仁菜（ゆうなぎ にな）
金髪のショートヘア。比留間諒とは別なタイプのクールな見た目。ボランティア部幽霊部員。
朝倉亜麻祢とは同学年で、寮は同室。人当たりよく振る舞うこともできるが、基本的に怒りっぽいし口も悪い。
亜麻祢と大切なたったひとりにしか送れない「一本目の」赤いリボンを交換する。
猫派。

青井 灰音（あおい はいね）
赤みがかったロングヘア。赤いリボンで片方のサイドを留めている。園芸部。
ピアノが非常に上手だが、勉強やスポーツはからっきしの一点特化型の天才。ピアノの腕は本物で、コンクールでは年上の参加者が多いクラスでも優秀な成績を修めている。
家族、特に叔母の雪村藍花には熱心に世話を焼かれており、自身は独り立ちしたいと考えている。そのため、園芸部に入部し「天才」である黒沢ゆりねに近づこうとする。
ゆりねの三学年下の後輩。
雪村 藍花（ゆきむら あいか）
ウェーブのかかったスケルトングレーのロングヘア。前髪は七三で分けている。おっとりとした性格。
青井灰音の母の妹で、灰音の叔母。灰音が生まれたときから共に育ってきた、4歳年上の姉のような存在。灰音の世話を焼くことが生きがいのひとつ。
やさしくて頑張り屋でみんなからの信頼も厚い自慢の叔母(灰音評)。ピアノは灰音より先に始めており、最初のピアノの先生。
ドーナツ屋でアルバイトをしている。

## 書誌情報
- 缶乃 『あの娘にキスと白百合を』 メディアファクトリー〈MFアライブコミックスシリーズ〉、全10巻
  1. 2014年5月23日発売 ISBN 978-4-04-066556-6
  2. 2014年12月22日発売 ISBN 978-4-04-067220-5
  3. 2015年6月23日発売 ISBN 978-4-04-067538-1
  4. 2016年2月23日発売 ISBN 978-4-04-068201-3
  5. 2016年9月23日発売 ISBN 978-4-04-068543-4
  6. 2017年3月23日発売 ISBN 978-4-04-069126-8
  7. 2017年9月23日発売 ISBN 978-4-04-069440-5
  8. 2018年3月23日発売 ISBN 978-4-04-069852-6
  9. 2018年9月21日発売 ISBN 978-4-04-065129-3
  10. 2019年3月23日発売 ISBN 978-4-04-065559-8
    - 特装版 同日発売 ISBN 978-4-04-065606-9

## ドラマCD
ドラマCDは第4巻まで発売されている。キャストは登場人物を参照。
ブックレットには描き下ろしコミックが収録されている。第4巻にはねが、川内、鹿嵐、仲谷鳰、伊藤ハチのゲストイラストが収録されている。

### 各巻リスト
1. 『あの娘にキスと白百合を ドラマCD1 スイートハートビート』2015年10月5日発売 品番 : BNEG-1061[27]
2. 『あの娘にキスと白百合を ドラマCD2 スターダストラヴァーズ』2015年11月30日発売 品番 : BNEG-1062[28]
3. 『あの娘にキスと白百合を ドラマCD3 ディアマイガーデン』2016年2月1日発売 品番 : BNEG-1063[29]
4. 『あの娘にキスと白百合を ドラマCD』2016年2月24日発売 初回限定版 品番 : BNEG-1064・1071、通常版 品番 : BNEG-1071[26]

### スタッフ
- イラスト : 缶乃
- シナリオ : JUN、缶乃
- ストーリー構成 : JUN
- 販売元 : 株式会社ビートニクス